# ميخائيل كيلي (صحفي)
ميخائيل كيلي (بالإنجليزية: Michael Kelly)‏ هو صحفي أمريكي، ولد في 17 مارس 1957 في واشنطن العاصمة في الولايات المتحدة، وتوفي في 3 أبريل 2003 في العراق.